# Station météorologique de Frassinoro Piandelagotti
La station météorologique de Frassinoro Piandelagotti est la station météorologique de référence relative au lieu homonyme du territoire communal de Frassinoro.

## Coordonnées géographiques
La station météorologique se trouve au Nord-Est de l'Italie, en Emilie-Romagne, dans la province de Modène, sur la commune de Frassinoro, dans le village de Piandelagotti, à 1 209 m d'altitude.

## Données climatiques
Sur la base de la moyenne de références des années 1961-1990, la température moyenne du mois le plus froid, janvier, est de -1,0°C ; celle du mois le plus chaud, juillet, est de +16,8°C.
| Mois                              | jan. | fév. | mars | avril | mai  | juin | jui. | août | sep. | oct. | nov. | déc. |
| --------------------------------- | ---- | ---- | ---- | ----- | ---- | ---- | ---- | ---- | ---- | ---- | ---- | ---- |
| Température minimale moyenne (°C) | −3,1 | −2,8 | −0,7 | 3     | 7    | 11,1 | 13,2 | 13   | 10   | 5,4  | 1,5  | −1,2 |
| Température maximale moyenne (°C) | 1,1  | 1,8  | 4,4  | 8,5   | 13,3 | 18   | 20,3 | 19,4 | 15,7 | 9,8  | 5,3  | 2,6  |